# Segismundo de Baviera
Segismundo de Baviera (26 de julio de 1439 - 1 de febrero de 1501) fue un miembro de la dinastía Wittelsbach. Gobernó como duque de Baviera-Múnich desde 1460 hasta 1467, y luego como duque de Baviera-Dachau hasta su muerte.

## Biografía
Segismundo era un hijo de Alberto III de Baviera con la duquesa Ana de Brunswick-Grubenhagen.
Segismundo fue duque de Baviera-Múnich desde 1460 hasta 1467, y hasta 1463 junto con su hermano Juan IV, duque de Baviera. En 1467 abdicó en favor de su hermano menor Alberto IV y luego mantuvo sólo el nuevo ducado de Baviera-Dachau como su dominio hasta su muerte. 
En 1468 puso la primera piedra de la Catedral de Nuestra Señora de Múnich. También ordenó ampliar el Castillo de Blutenburg, para construir su capilla y erigió la iglesia de San Wolfgang en el cercano Pipping. El rediseño de la corte ducal Alter Hof fue iniciado por Segismundo también, quien era generalmente un patrón del renacimiento del arte gótico en Baviera. 
Segismundo está enterrado en la catedral de Nuestra Señora de Múnich.

## Antepasados
| Segismundo, duque de Baviera | Padre: Alberto III, duque de Baviera        | Abuelo paterno: Ernesto, duque de Baviera               | Bisabuelo paterno: Juan II, duque de Baviera                 |
| Segismundo, duque de Baviera | Padre: Alberto III, duque de Baviera        | Abuelo paterno: Ernesto, duque de Baviera               | Bisabuela paterna: Catalina de Gorizia                       |
| Segismundo, duque de Baviera | Padre: Alberto III, duque de Baviera        | Abuela paterna: Elisabetta Visconti                     | Bisabuelo paterno: Bernabò Visconti                          |
| Segismundo, duque de Baviera | Padre: Alberto III, duque de Baviera        | Abuela paterna: Elisabetta Visconti                     | Bisabuela paterna: Beatrice della Scala                      |
| Segismundo, duque de Baviera | Madre: Ana de Brunswick-Grubenhagen-Einbeck | Abuelo materno: Erico I, duque de Brunswick-Grubenhagen | Bisabuelo materno: Alberto I, duque de Brunswick-Grubenhagen |
| Segismundo, duque de Baviera | Madre: Ana de Brunswick-Grubenhagen-Einbeck | Abuelo materno: Erico I, duque de Brunswick-Grubenhagen | Bisabuela materna: Inés de Brunswick-Luneburgo               |
| Segismundo, duque de Baviera | Madre: Ana de Brunswick-Grubenhagen-Einbeck | Abuela materna: Isabel de Brunswick-Gotinga             | Bisabuela materna: Otón I, duque de Brunswick-Gotinga        |
| Segismundo, duque de Baviera | Madre: Ana de Brunswick-Grubenhagen-Einbeck | Abuela materna: Isabel de Brunswick-Gotinga             | Bisabuela materna: Margarita de Berg                         |

| Predecesor: Alberto III | Duque de Baviera-Múnich 1460-1467 | Sucesor: Alberto IV |

- Esta obra contiene una traducción  derivada de «Sigismund, Duke of Bavaria» de Wikipedia en inglés, publicada por sus editores bajo la Licencia de documentación libre de GNU y la Licencia Creative Commons Atribución-CompartirIgual 4.0 Internacional.

- Datos: Q64312
- Multimedia: Sigismund, Duke of Bavaria / Q64312